# Levente Balázs Martos
Levente Balázs Martos  (n. 18 noiembrie 1973, Szombathely, Republica Populară Ungară) este un episcop romano-catolic maghiar.